# Старосубхангуловська сільська рада
Старосубхангу́ловська сільська рада (башк. Иҫке Собханғол ауыл советы, рос. Старосубхангуловский сельский совет) — муніципальне утворення у складі Бурзянського району Башкортостану, Росія. Адміністративний центр — село Старосубхангулово.

## Історія
19 листопада 2008 року до складу сільради було приєднано ліквідовану Новосубхангуловську сільраду (населені пункти Новомусятово, Новосубхангулово).

## Населення
Населення — 5959 осіб (2019, 5852 в 2010, 5587 в 2002).

## Склад
До складу поселення входять такі населені пункти:
| Населений пункт             | Населення, осіб (2002) | Населення, осіб (2010) |
| --------------------------- | ---------------------- | ---------------------- |
| Ішдавлетово, присілок       | 16                     | 29                     |
| Новомусятово, присілок      | 453                    | 421                    |
| Новосубхангулово, присілок  | 513                    | 525                    |
| Старомусятово, присілок     | 262                    | 268                    |
| Старосубхангулово, присілок | 4343                   | 4609                   |